# Circondario del Barnim
Il circondario del Barnim (in tedesco Landkreis Barnim) è un circondario rurale del Brandeburgo, in Germania.

Comprende 6 città e 19 comuni.

Capoluogo e centro maggiore è Eberswalde, quinta città del Brandeburgo per popolazione.

## Storia
Il circondario del Barnim fu creato nel 1993 nell'ambito della riforma amministrativa del Brandeburgo. Fu composto da:
- il circondario di Bernau
- il circondario di Eberswalde (escluso il comune di Bölkendorf, assegnato al circondario dell'Uckermark)
- i comuni di Hohensaaten e Tiefensee già nel circondario di Bad Freienwalde.

### Variazioni territoriali e amministrative (incompleto)
1º gennaio 2009
- il comune di Hohensaaten viene annesso alla città di Bad Freienwalde (Oder), nel circondario rurale dell'Oder-Spree.

## Geografia fisica
Il Barnim confina ad ovest con l'Oberhavel, ad est con il Märkisch-Oderland e con la Polonia (distretto di Gryfino nel voivodato della Pomerania Occidentale), a nord con l'Uckermark ed a sud con Berlino. Il confine polacco è rappresentato dal fiume Oder.

## Geografia antropica

### Suddivisioni amministrative
| Nome               | Status                      | Amt                        |
| ------------------ | --------------------------- | -------------------------- |
| Ahrensfelde        | comune                      | -                          |
| Althüttendorf      | comune                      | Joachimsthal (Schorfheide) |
| Bernau bei Berlin  | grande città di circondario | -                          |
| Biesenthal         | città                       | Biesenthal-Barnim          |
| Breydin            | comune                      | Biesenthal-Barnim          |
| Britz              | comune                      | Britz-Chorin-Oderberg      |
| Chorin             | comune                      | Britz-Chorin-Oderberg      |
| Eberswalde         | grande città di circondario | -                          |
| Friedrichswalde    | comune                      | Joachimsthal (Schorfheide) |
| Hohenfinow         | comune                      | Britz-Chorin-Oderberg      |
| Joachimsthal       | città                       | Joachimsthal (Schorfheide) |
| Liepe              | comune                      | Britz-Chorin-Oderberg      |
| Lunow-Stolzenhagen | comune                      | Britz-Chorin-Oderberg      |
| Marienwerder       | comune                      | Biesenthal-Barnim          |
| Melchow            | comune                      | Biesenthal-Barnim          |
| Niederfinow        | comune                      | Britz-Chorin-Oderberg      |
| Oderberg           | città                       | Britz-Chorin-Oderberg      |
| Panketal           | comune                      | -                          |
| Parsteinsee        | comune                      | Britz-Chorin-Oderberg      |
| Rüdnitz            | comune                      | Biesenthal-Barnim          |
| Schorfheide        | comune                      | -                          |
| Sydower Fließ      | comune                      | Biesenthal-Barnim          |
| Wandlitz           | comune                      | -                          |
| Werneuchen         | città                       | -                          |
| Ziethen            | comune                      | Joachimsthal (Schorfheide) |

## Società

### Evoluzione demografica
- Sviluppo della popolazione dal 1875 entro gli attuali confini (linea blu: popolazione; linea puntata: confronto dello sviluppo della popolazione dello stato del Brandenburgo; sfondo grigio: ai tempi del governo nazista; sfondo rosso: al tempo del governo comunista)
- Sviluppo recente della popolazione (linea blu) e previsioni